# Метод самоинструкций
Метод самоинструкций (называемый также методом аутоинструкций или тренингом самоинструктирования) (англ. self-instructional training) — метод когнитивно-поведенческой психотерапии, разработанный в 1976 году канадским психологом Дональдом Мейхенбаумом на основе идей советских психологов Л. С. Выготского и А. Р. Лурии. Метод основан на использовании внутренней речи в регуляции поведенческих актов.

## История
Работая с детьми, Д. Мейхенбаум обнаружил, что ребёнок, поставленный перед необходимостью выполнить какое-либо задание, разговаривает сам с собой и что это является важным регулятором его поведения. Сначала ребёнок обращается к самому себе вслух, но по мере взросления самоинструктирование превращается в скрытый внутренний диалог. Заметив это, Д. Мейхенбаум создал программу поведенческого тренинга для импульсивных детей.
В дальнейшем сходная методика была разработана для коррекции самых разнообразных проблем, причём не только у детей, но и у взрослых, например для преодоления тревожности, импульсивности или пассивности, мешающих выполнению задачи, а также для улучшения концентрации внимания и повышения креативных способностей либо для выработки аффирмативного поведения.

## Применение в работе с детьми
Применительно к детям метод самоинструкций состоит из трёх этапов:
1. Сначала родитель или терапевт говорит ребёнку, что следует сделать (то есть поэтапно описывает действия, необходимые для выполнения задания).
2. Затем сам ребёнок повторяет вслух эти команды.
3. Наконец, ребёнок выучивается повторять эти команды мысленно.

С детьми дошкольного возраста предпочтительно проводить тренинг в форме игры. При этом необходимо, чтобы ребёнок ясно понимал, как он должен действовать, и оттого каждую инструкцию полезно сопровождать показом рисунков, иллюстрирующих желаемое поведение.

## Применение в работе со взрослыми
Этот метод может применяться также в отношении взрослых, в комплексе с другими поведенческими техниками (релаксация, ролевой тренинг, стресс-прививочная терапия и т. д.). Метод самоинструкций близок к методу когнитивного реструктурирования, который применяется в когнитивной психотерапии. Разница заключается в том, что метод самоинструкций нацелен на конкретные простые действия.
Если методика используется в отношении взрослых, то на первом этапе с помощью техники самонаблюдения клиент должен осознать, как его внутренний монолог влияет на его поведение. Клиенту следует обратить внимание на то, что часто в его внутренней речи вербализуются установки дезадаптивного характера, концентрирующие внимание индивида на негативных или угрожающих аспектах ситуации, а также на дефиците собственных навыков, например: «Не стоит пытаться, у меня всё равно ничего не получится», «Не такой я человек, чтобы так себя вести». Подобные убеждения имеют ярко выраженный негативный эффект по схеме «самоисполняющегося пророчества»: тревожные ожидания и убежденность в собственной беспомощности приводят к возникновению неадаптивного поведения, что, в свою очередь, убеждает индивида в истинности его негативных установок.
После того, как клиент обнаружил связь между негативными самоинструкциями и проблемным поведением, терапевт предлагает ему переформулировать эти инструкции. При этом новые, позитивные самоинструкции не обязательно должны быть истинными с объективной точки зрения. В методе Д. Мейхенбаума имеет значение лишь полезность самоинструкции для клиента.
Сначала клиент повторяет самоинструкции, которые произносит терапевт, затем он самостоятельно формулирует эти самоинструкции перед началом поведенческого акта. В процессе тренинга эти инструкции постепенно интериоризируются, превращаясь в навык, вплетённый в схему действия.
Метод самоинструкций может применяться также для запрещения нежелательных паттернов поведения. Однако прямые запрещающие инструкции используются лишь в крайних случаях. Вместо инструкции-запрета по возможности следует использовать инструкцию, активирующую альтернативное или замещающее поведение. Например, человек, склонный к перееданию, может использовать следующую инструкцию: «На работе я есть не буду, займусь лучше делом».
Требования к формулировке самоинструкций:
- Использование лексики клиента и привычное для него построение фраз.
- Самоинструкция должна быть предельно конкретной и точно описывать желательный поведенческий акт.
- Поставленная задача должна быть выполнимой. Слишком сложная инструкция или неуспех в выполнении инструкции уменьшают мотивацию клиента использовать метод[2].